# Fritillaria bucharica
Fritillaria bucharica är en liljeväxtart som beskrevs av Eduard August von Regel. Fritillaria bucharica ingår i Klockliljesläktet och i familjen liljeväxter. Inga underarter finns listade.